# Rychlík (vlak)

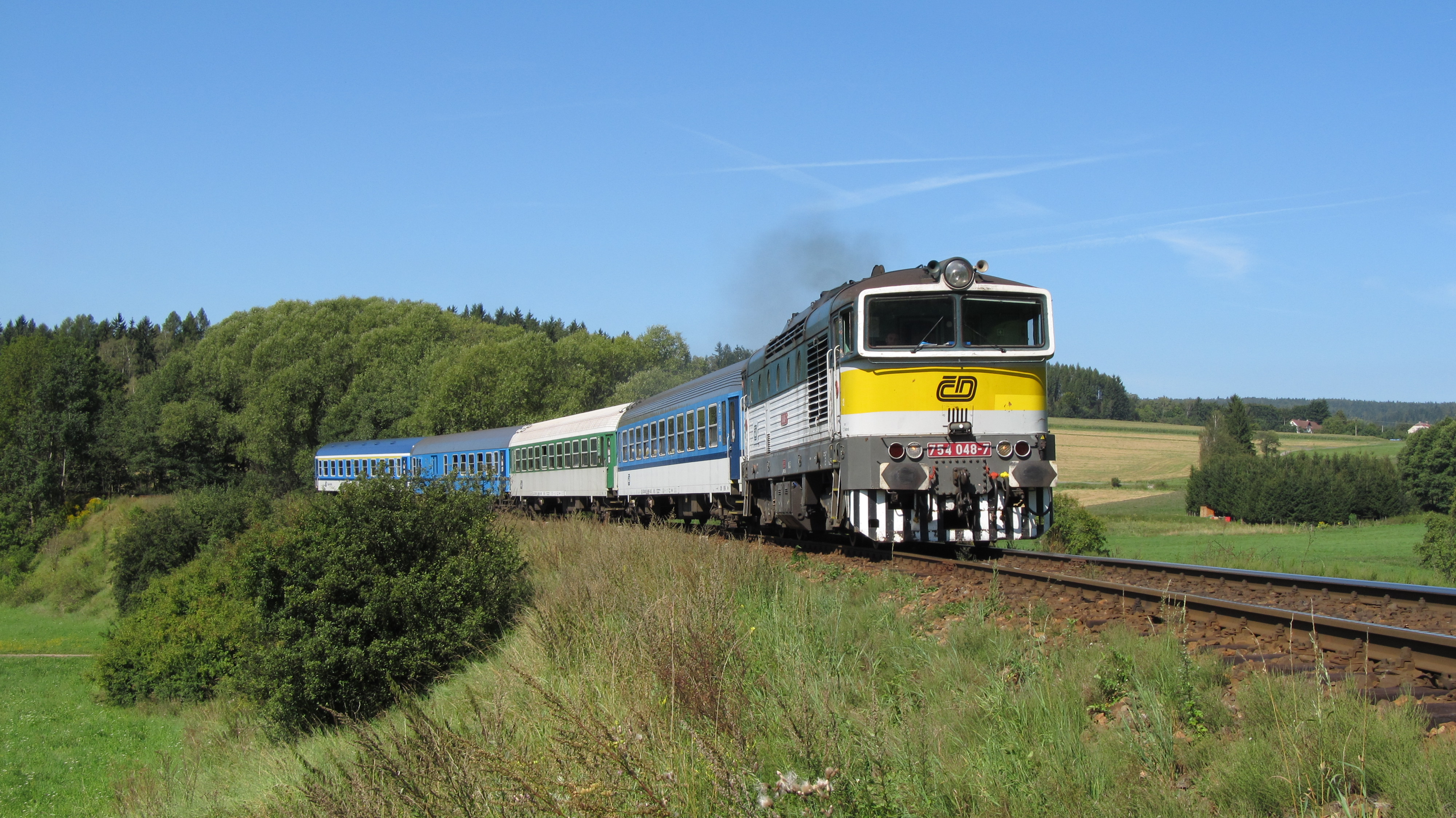
Rychlík 850 Sněžka na železniční trati Jaroměř–Trutnov mezi Velkými a Malými Svatoňovicemi

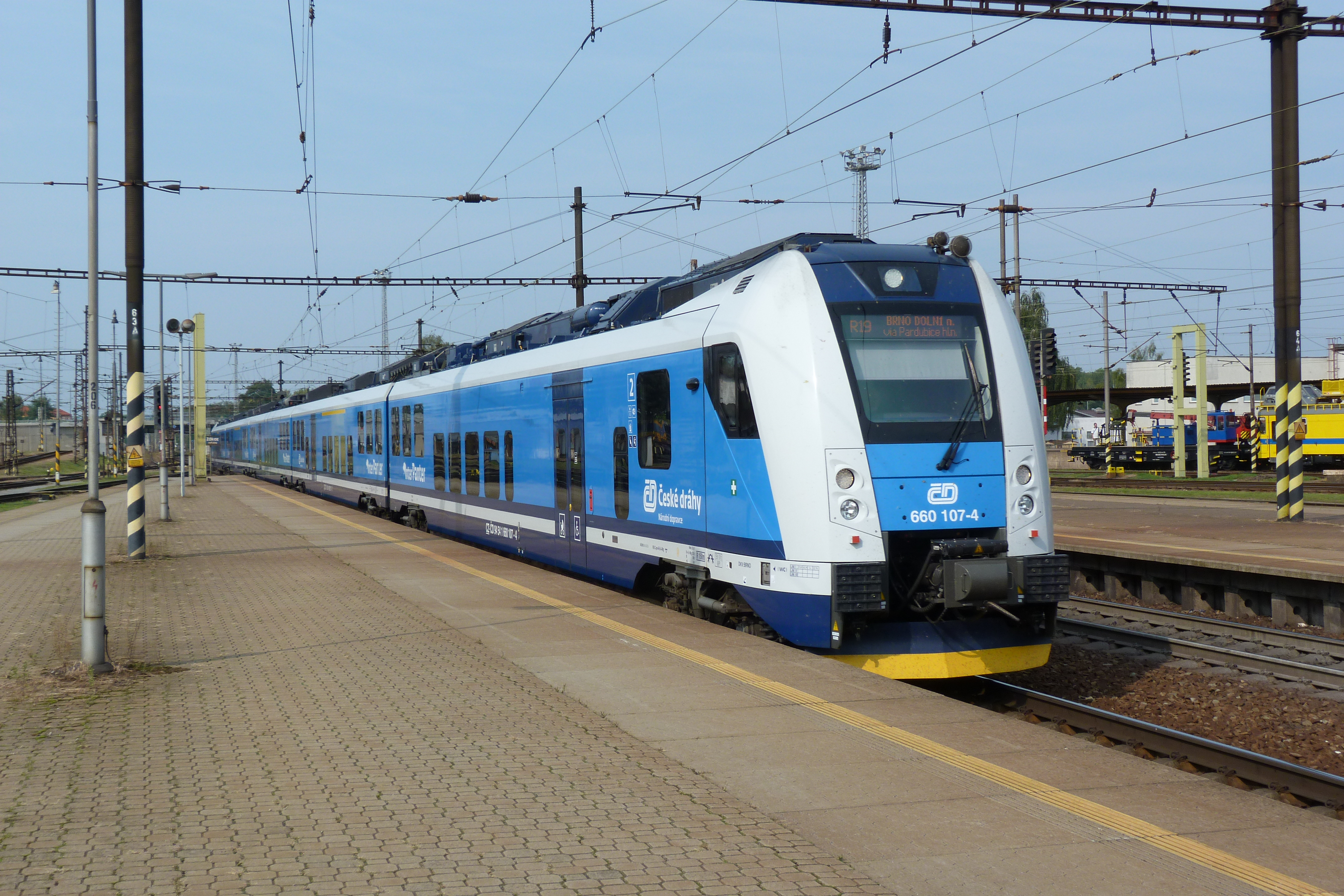
Rychlík v Pardubicích hlavním nádraží

Rychlík je jednou z kategorií vlaků osobní přepravy, která se objevuje u více evropských železničních správ. U Českých drah a v menší míře např. u slovenských či polských železnic jsou páteří dálkové dopravy.[zdroj?]
Rychlíky jsou coby meziregionální a mezinárodní vlaky vypravovány na střední až dlouhé vzdálenosti a jsou vedeny zpravidla klasickými soupravami s lokomotivou, někdy jsou však složeny z motorových vozů nebo elektrickými jednotkami. Zastavují pouze ve významnějších zastávkách (města, uzly).

## Rychlíky na území České republiky
Rychlíky (R) jsou mezinárodní, nebo vnitrostátní dálkové vlaky s pobyty pro nástup/výstup cestujících jen v důležitých stanicích nebo zastávkách s minimální stanovenou rychlostí 90 km/h.
Rychlíky vypravované Českými drahami mají zkratku R. Zpravidla zahrnují vozy nebo oddíly 1. i 2. třídy a je možné do nich koupit místenku. V některých rychlících je zavedena možnost občerstvení pomocí roznáškové služby nebo je řazen i jídelní vůz. Občerstvení není v ceně jízdného, rychlíkový příplatek byl pro tuto kategorii zrušen.
Nepřesně, ale běžně se hovorově jako rychlíky označují všechny rychlíkové spoje,[zdroj⁠?!] tedy kromě vlaků kategorie R také expresy (Ex) nebo vlaky EuroCity a InterCity.
Rychlíky jsou provozovány v rámci závazku veřejné služby podle dlouhodobé smlouvy se státem prostřednictvím Ministerstva dopravy ČR, a to Českými drahami. Na linky ale probíhají výběrová řízení. Smlouva s ČD umožňuje během své platnosti výběrová řízení postupně až na 75 % objemu objednaných linek.